# Tropodiaptomus stuhlmanni
Tropodiaptomus stuhlmanni là một loài giáp xác trong họ Diaptomidae.